# Kamenec, Rokycany
Kamenec là một làng thuộc huyện Rokycany, vùng Plzeňský, Cộng hòa Séc.